# おはよう笑点
おはよう笑点（おはようしょうてん）は日本テレビ系列で1998年から2007年まで毎年1月2日、1月3日の朝に放送されていた演芸番組である。
当項目ではそれ以前に放送されていた『新春演芸宝船』、『初夢binbin宝船』についても取り上げる。

## 放送時間
毎年1月2日朝6:00-6:50(JST)
- 2005年まで

毎年1月2日・3日朝6:20-6:50

### 系列局のネット状況
番組はローカルセールス枠のため、系列局でのネット状況は毎年異なっている。2007年の状況は笑点をネットしている局のうち、下記の局を除く16局ネットされた。中国・四国では1局もネットしていない。
- 秋田放送（ABS）
- 福島中央テレビ（FCT）
- 山梨放送（YBS）
- 広島テレビ（HTV）
- 日本海テレビ（NKT）
- 山口放送（KRY）
- 西日本放送（RNC）
- 四国放送（JRT）
- 南海放送（RNB）
- 高知放送（RKC）
- テレビ大分（TOS・フジテレビ系とのクロスネット局）
- くまもと県民テレビ（KKT）
- 鹿児島讀賣テレビ（KYT）

地方局では同時ネットが基本。ただし北日本放送（KNB）のみ2007年は1月3日の同時刻に時差ネット。
「新春演芸宝船」として放送された時代にはサッポロビール新春スポーツスペシャル・箱根駅伝中継の事前特番（1月2・3日の7時から7:45、または7:50）を差し替えて放送した地区も存在した。これは箱根駅伝事前特番「間もなく箱根駅伝・往路（復路）」がローカルセールス（任意ネット）であるためだった。「おはよう笑点」が終了した現在も、箱根駅伝事前番組は形式上はローカルセールスであるが、事実上全国同時ネット化されている。

## 番組概要
基本的に毎年1月2日（2005年までは2日・3日）の箱根駅伝中継が始まる前の時間帯に放送されている特別番組である。タイトルに関しては、1996年までは「新春演芸宝船」、1997年は「初夢binbin宝船」であった。現在のタイトルは1998年から。

### 2005年まで
大喜利企画は殆ど無く、演芸中心で構成されていた。曲独楽や紙切り、三味線漫談など、正月に相応しくて尚且つ年配の人に受ける様な芸目が多かった。

### 2006年
演芸に加え、「ご長寿お姫様大喜利」、「若手大喜利」の2つの大喜利が組まれた。この時に、林家木久蔵と林家きくおが親子共演した。

### 2007年
演芸のほか、「若手大喜利」が組まれた。前年同様、木久蔵・きくおが親子で出演し、真島茂樹の振り付けによる「いやんばか〜んダンス」を披露した。

### 2008年以降
2008年以降の放送は無し。これ以降、2011年までは1月2日・3日の6:00 - 7:00にニュース番組「Oha!6 NEWS LIVE」（日テレNEWS24(CS)制作。「Oha!4」の年始スペシャル版。地上波でも日本テレビ他一部系列局でもネットあり）が放送されたが、2012年以降、1月2日・3日には年ごとに別番組が放送されるようになった。

## 出演者

### 司会
- ブラック団
  - 6代目三遊亭円楽（当時：三遊亭楽太郎）
  - 春風亭昇太（2007年はいやんばかん軍団としても出演）
  - 林家たい平（2007年はいやんばかん軍団としても出演）

過去の出演者
- 五代目三遊亭圓楽（2003年の放送のみ）
- 林家木久扇（当時：初代林家木久蔵、2005年1月3日のみ）
- 三遊亭好楽（2005年1月3日のみ）
- いやんばかん軍団（2007年）
- 三遊亭小遊三（2006年まで）
  - 三遊亭愛楽
  - 林家久蔵
  - 三代目桂枝太郎（当時：桂花丸）
  - 林家ひろ木
  - 林家ひらり

## スペシャル大喜利

### ご長寿お姫様大喜利
2006年のみ実施。一番座布団の多かったあした順子には、あしたひろしから祝福のキスが与えられるはずだったが、蹴り飛ばして拒否した。
司会者
- 春風亭昇太

メンバー
- 松旭斎すみえ
- 内海桂子
- 玉川スミ
- あした順子

座布団運び
- あしたひろし

### 若手大喜利
笑点#若手大喜利を参照。